# Sierra de las Nieves
La Sierra de las Nieves és una comarca que es troba a l'est de la província de Màlaga, que limita a l'est amb la de Valle del Guadalhorce, al nord amb la de Guadalteba i al sud amb la de Costa del Sol Occidental. En 1995 la UNESCO va catalogar aquesta àrea Reserva de la Biosfera.

## Municipis
Els municipis que formen la comarca són:
- Alozaina
- Casarabonela
- El Burgo
- Guaro
- Istán
- Monda
- Ojén
- Tolox
- Yunquera